# Cơ sở dữ liệu thực vật mã bưu điện
Cơ sở dữ liệu thực vật mã bưu điện (Postcode Plants Database) là một nguồn tư liệu tại Vương quốc Anh nhằm xác định cây cảnh địa phương và các loài dựa trên mã bưu điện, được tổ chức bởi Bảo tàng Lịch sử Tự nhiên ở Luân Đôn.
Nguồn tài liệu này đã được thay thế bằng các trang phân tích trên trang web NBN Atlas. Tại đó có thể chọn hiển thị bất kỳ nhóm động vật hoang dã nào ở Vương quốc Anh trong bán kính của bất kỳ mã bưu điện cụ thể nào.